# Сен-Жермен-дю-Кріу
Сен-Жерме́н-дю-Кріу́ (фр. Saint-Germain-du-Crioult) — колишній муніципалітет у Франції, у регіоні Нормандія, департамент Кальвадос. Населення — 927 осіб (2011).
Муніципалітет був розташований на відстані близько 220 км на захід від Парижа, 40 км на південний захід від Кана.

## Історія
До 2015 року муніципалітет перебував у складі регіону Нижня Нормандія. Від 1 січня 2016 року належав до нового об'єднаного регіону Нормандія.
1 січня 2016 року Сен-Жермен-дю-Кріу, Ла-Шапель-Анжербо, Конде-сюр-Нуаро, Лено, Пруссі i Сен-П'єрр-ла-В'єй було об'єднано в новий муніципалітет Конде-ан-Норманді.

## Демографія
Динаміка населення (Insee ):
Розподіл населення за віком та статтю (2006):
| Стать | Всього | До 15 років | 15-24 | 25-44 | 45-64 | 65-85 | Понад 85 |
| --- | ------ | ----------- | ----- | ----- | ----- | ----- | -------- |
| Чоловіки | 391    | 86          | 28    | 117   | 79    | 81    | 0        |
| Жінки | 410    | 97          | 47    | 117   | 75    | 70    | 4        |
| \| Статево-вікова піраміда \| Статево-вікова піраміда \| Статево-вікова піраміда \| \| ----------------------- \| ----------------------- \| ----------------------- \| \| Чоловіки \| Вік \| Жінки \| \| 0 \| 85 + \| 4 \| \| 8 \| 80-84 \| 4 \| \| 23 \| 75-79 \| 23 \| \| 27 \| 70-74 \| 12 \| \| 23 \| 65-69 \| 31 \| \| 16 \| 60-64 \| 20 \| \| 12 \| 55-59 \| 16 \| \| 20 \| 50-54 \| 16 \| \| 31 \| 45-49 \| 23 \| \| 47 \| 40-44 \| 39 \| \| 35 \| 35-39 \| 20 \| \| 27 \| 30-34 \| 35 \| \| 8 \| 25-29 \| 23 \| \| 16 \| 20-24 \| 16 \| \| 12 \| 15-20 \| 31 \| \| 35 \| 10-14 \| 39 \| \| 31 \| 5-9 \| 23 \| \| 20 \| 0-4 \| 35 \| |        |             |       |       |       |       |          |
| Статево-вікова піраміда |        |             |       |       |       |       |          |
| Чоловіки | Вік    | Жінки       |       |       |       |       |          |
| 0 | 85 +   | 4           |       |       |       |       |          |
| 8 | 80-84  | 4           |       |       |       |       |          |
| 23 | 75-79  | 23          |       |       |       |       |          |
| 27 | 70-74  | 12          |       |       |       |       |          |
| 23 | 65-69  | 31          |       |       |       |       |          |
| 16 | 60-64  | 20          |       |       |       |       |          |
| 12 | 55-59  | 16          |       |       |       |       |          |
| 20 | 50-54  | 16          |       |       |       |       |          |
| 31 | 45-49  | 23          |       |       |       |       |          |
| 47 | 40-44  | 39          |       |       |       |       |          |
| 35 | 35-39  | 20          |       |       |       |       |          |
| 27 | 30-34  | 35          |       |       |       |       |          |
| 8 | 25-29  | 23          |       |       |       |       |          |
| 16 | 20-24  | 16          |       |       |       |       |          |
| 12 | 15-20  | 31          |       |       |       |       |          |
| 35 | 10-14  | 39          |       |       |       |       |          |
| 31 | 5-9    | 23          |       |       |       |       |          |
| 20 | 0-4    | 35          |       |       |       |       |          |

## Економіка
2010 року серед 604 осіб працездатного віку (15—64 років) 442 були активними, 162 — неактивними (показник активності 73,2%, у 1999 році було 74,6%). З 442 активних мешканців працювали 402 особи (209 чоловіків та 193 жінки), безробітними було 40 (14 чоловіків та 26 жінок). Серед 162 неактивних 47 осіб було учнями чи студентами, 80 — пенсіонерами, 35 були неактивними з інших причин.

У 2010 році в муніципалітеті числилось 375 оподаткованих домогосподарств, у яких проживали 970,0 особи, медіана доходів виносила 16 771 євро на одного особоспоживача